# 北緯79度線
北緯79度線（ほくい79どせん）は、地球の赤道面より北に79度の角度を成す緯線。北極内部にあり、大西洋、北極海、ヨーロッパ、アジア、北アメリカを通過する。
この緯度の下では、4月16日頃から8月27日頃までの約4ヶ月半の間は白夜になり、10月24日頃から2月18日頃までの約4ヶ月間は極夜になる。

## 通過する地域一覧
北緯79度線は、本初子午線から東に向かって以下の場所を通っている。
| 地理座標                                               | 国土・領土・領海 | 備考                                                            |
| ------------------------------------------------------ | ---------------- | --------------------------------------------------------------- |
| 北緯79度0分 東経0度0分 / 北緯79.000度 東経0.000度      | 大西洋           | グリーンランド海                                                |
| 北緯79度0分 東経12度5分 / 北緯79.000度 東経12.083度    | ノルウェー       | スヴァールバル諸島 - スピッツベルゲン島                         |
| 北緯79度0分 東経20度11分 / 北緯79.000度 東経20.183度   | バレンツ海       | コング島（スヴァールバル諸島、 ノルウェー）のちょうど北を通過。 |
| 北緯79度0分 東経30度4分 / 北緯79.000度 東経30.067度    | ノルウェー       | スヴァールバル諸島 - コングカルルス諸島                         |
| 北緯79度0分 東経30度19分 / 北緯79.000度 東経30.317度   | バレンツ海       |                                                                 |
| 北緯79度0分 東経67度0分 / 北緯79.000度 東経67.000度    | カラ海           |                                                                 |
| 北緯79度0分 東経95度44分 / 北緯79.000度 東経95.733度   | ロシア           | セヴェルナヤ・ゼムリャ諸島 - 十月革命島                         |
| 北緯79度0分 東経99度58分 / 北緯79.000度 東経99.967度   | ラプテフ海       |                                                                 |
| 北緯79度0分 東経101度6分 / 北緯79.000度 東経101.100度  | ロシア           | セヴェルナヤ・ゼムリャ諸島 - ボリシェヴィク島                   |
| 北緯79度0分 東経104度5分 / 北緯79.000度 東経104.083度  | ラプテフ海       |                                                                 |
| 北緯79度0分 東経114度28分 / 北緯79.000度 東経114.467度 | 北極海           |                                                                 |
| 北緯79度0分 西経104度40分 / 北緯79.000度 西経104.667度 | カナダ           | ヌナブト準州 - エルフリングネース島                             |
| 北緯79度0分 西経101度21分 / 北緯79.000度 西経101.350度 | ピアリー海峡     |                                                                 |
| 北緯79度0分 西経94度12分 / 北緯79.000度 西経94.200度   | カナダ           | ヌナブト準州 - アクセルハイバーグ島、ストール島、エルズミーア島 |
| 北緯79度0分 西経76度7分 / 北緯79.000度 西経76.117度    | ネアズ海峡       |                                                                 |
| 北緯79度0分 西経68度48分 / 北緯79.000度 西経68.800度   | グリーンランド   |                                                                 |
| 北緯79度0分 西経19度52分 / 北緯79.000度 西経19.867度   | 北極海           | グリーンランド海                                                |
| 北緯79度0分 西経17度57分 / 北緯79.000度 西経17.950度   | グリーンランド   | Norske Øer                                                      |
| 北緯79度0分 西経17度40分 / 北緯79.000度 西経17.667度   | 北極海           | グリーンランド海                                                |